# Phaeocedus mosambaensis
Phaeocedus mosambaensis är en spindelart som beskrevs av Benoy Krishna Tikader 1964. Phaeocedus mosambaensis ingår i släktet Phaeocedus och familjen plattbuksspindlar.
Artens utbredningsområde är Nepal. Inga underarter finns listade i Catalogue of Life.